# Liste des biens culturels d'importance nationale dans le canton d'Appenzell Rhodes-Intérieures

Blason d'Appenzell Rhodes-Intérieures.

Cette liste présente les biens culturels d'importance nationale dans le canton d'Appenzell Rhodes-Intérieures. Cette liste correspond à l'édition 2009 de l'Inventaire Suisse des biens culturels d'importance nationale (Objets A) pour le canton d'Appenzell Rhodes-Intérieures. Il est trié par commune et inclut : 11 bâtiments séparés, 2 collections et 2 sites archéologiques.

## Inventaire
| Photo | Objet                                               | Type | Type | Type | Type | Type | Type | Type | Adresse          | Commune        | Coordonnées                      |
| Photo | Objet                                               | A    | Arch | B    | E    | M    | O    | S    | Adresse          | Commune        | Coordonnées                      |
| ----- | --------------------------------------------------- | ---- | ---- | ---- | ---- | ---- | ---- | ---- | ---------------- | -------------- | -------------------------------- |
|       | Ferme Kuenzes                                       |      |      |      | E    |      |      |      | Lehnstrasse 102  | Appenzell      | 47° 20′ 26″ nord, 9° 24′ 56″ est |
|       | Maison Horersjokelis avec grange et étable          |      |      |      | E    |      |      |      | Lehn 76          | Appenzell      | 47° 20′ 20″ nord, 9° 24′ 36″ est |
|       | Couvent capucin Marie des Anges                     |      |      |      | E    |      |      |      |                  | Appenzell      | 47° 19′ 54″ nord, 9° 24′ 19″ est |
|       | Archives cantonales                                 |      | Arch |      |      |      |      |      | Marktgasse 2     | Appenzell      | 47° 19′ 52″ nord, 9° 24′ 35″ est |
|       | Village médiéval et moderne                         | A    |      |      |      |      |      |      |                  | Appenzell      | 47° 19′ 49″ nord, 9° 24′ 08″ est |
|       | Musée de l'Appenzell                                |      |      |      |      | M    |      |      | Hauptgasse 4     | Appenzell      | 47° 19′ 51″ nord, 9° 24′ 35″ est |
|       | Église paroissiale de Saint-Maurice                 |      |      |      | E    |      |      |      | Hauptgasse 2     | Appenzell      | 47° 19′ 51″ nord, 9° 24′ 37″ est |
|       | Hôtel de ville                                      |      |      |      | E    |      |      |      | Hauptgasse 6     | Appenzell      | 47° 19′ 51″ nord, 9° 24′ 35″ est |
|       | Château d'Appenzell                                 |      |      |      | E    |      |      |      | Poststrasse 5    | Appenzell      | 47° 19′ 48″ nord, 9° 24′ 35″ est |
|       | Bürgerhaus Roothuus                                 |      |      |      | E    |      |      |      | Dorf             | Gonten         | 47° 19′ 44″ nord, 9° 20′ 50″ est |
|       | Alte Bleiche                                        |      |      |      | E    |      |      |      | Bleichestrasse 8 | Rüte           | 47° 19′ 42″ nord, 9° 25′ 06″ est |
|       | Caverne Altwasser (abri de la fin du paléolithique) | A    |      |      |      |      |      |      |                  | Rüte           |                                  |
|       | Ferme                                               |      |      |      | E    |      |      |      | Blumenau         | Rüte           | 47° 19′ 12″ nord, 9° 25′ 46″ est |
|       | Ferme Ulrichlis                                     |      |      |      | E    |      |      |      | Lank             | Schlatt-Haslen | 47° 20′ 55″ nord, 9° 23′ 46″ est |
|       | Wildkirchli avec chapelle de Saint-Michel           | A    |      |      |      |      | O    |      |                  | Schwende       | 47° 17′ 05″ nord, 9° 24′ 54″ est |

1. ↑  Légende des différents types de biens :
  - A : Archéologie
  - Arch : Archive
  - B : Bibliothèque
  - E : Objet unique
  - M : Musée
  - O : Objets multiples
  - S : Cas particulier